# Mu Guiying
Mu Guiying (穆桂英) és una antiga heroïna llegendària de la dinastia Song del Nord de la Xina, i una figura important en les llegendes dels Generals de la família Yang.
Era la dona de Yang Zongbao i mare de Yang Wenguang. Valenta, decidida i lleial, Mu Guiying és el símbol cultural d'una dona ferma.

## La llegenda
Mu Guiying practicava arts marcials des de molt jove, quan el seu pare bandit Mu Yu (穆 羽) governava la fortalesa de Muke (穆柯 寨). Un dia, Yang Zongbao, el guerrer més jove de l'il·lustre clan Yang, va arribar a la fortalesa exigint la Fusta de Drac-Taming (降龍 木) per ordre del seu pare, Yang Yanzhao. Mu es va negar i el va reptar a un duel, on Yang Zongbao va perdre i va ser fet presoner. Mentre que Yang Zongbao es negava a rendir-se i exigia la seva mort, Mu es va sentir atreta pel seu presoner i li va fer una proposta de matrimoni, que finalment Yang Zongbao va acceptar. Després que Yang Zongbao tornés i informés dels esdeveniments, Yang Yanzhao es va enfurismar i va ordenar que el seu fill fos executat. Per a salvar a Yang Zongbao, Mu va sortir de la seva fortalesa i va lluitar en una batalla contra Yang Yanzhao, que també va ser capturat. Mu es va disculpar davant el seu futur sogre i finalment Yang Yanzhao va acceptar el matrimoni i va donar la benvinguda a Mu a la seva família i tropes.
Mu va participar durant una gran part en la següent batalla contra les forces de Khitan, especialment trencant la seva imparable Formació de la Porta Celestial (天 門 陣).
Mu Guiying va tenir 2 fills amb Yang Zongbao, el seu fill Yang Wenguang i la seva filla Yang Jinhua.

## El seu llegat
De vegades, Mu Guiying és venerada com a deessa de la porta (門神), generalment en associació amb Qin Liangyu (秦良玉).
Durant el període del Gran Salt Endevant (大跃进) de la Xina (1958-1960), Mu Guiying va ser molt elogiada i es va establir la Brigada Mu Guiying liderada per dones.
El 1991, la Unió Astronòmica Internacional va nomenar un cràter de Venus en honor seu (cràter Mu Guiying).

## Interpretació en pel·lícules i sèries de televisió

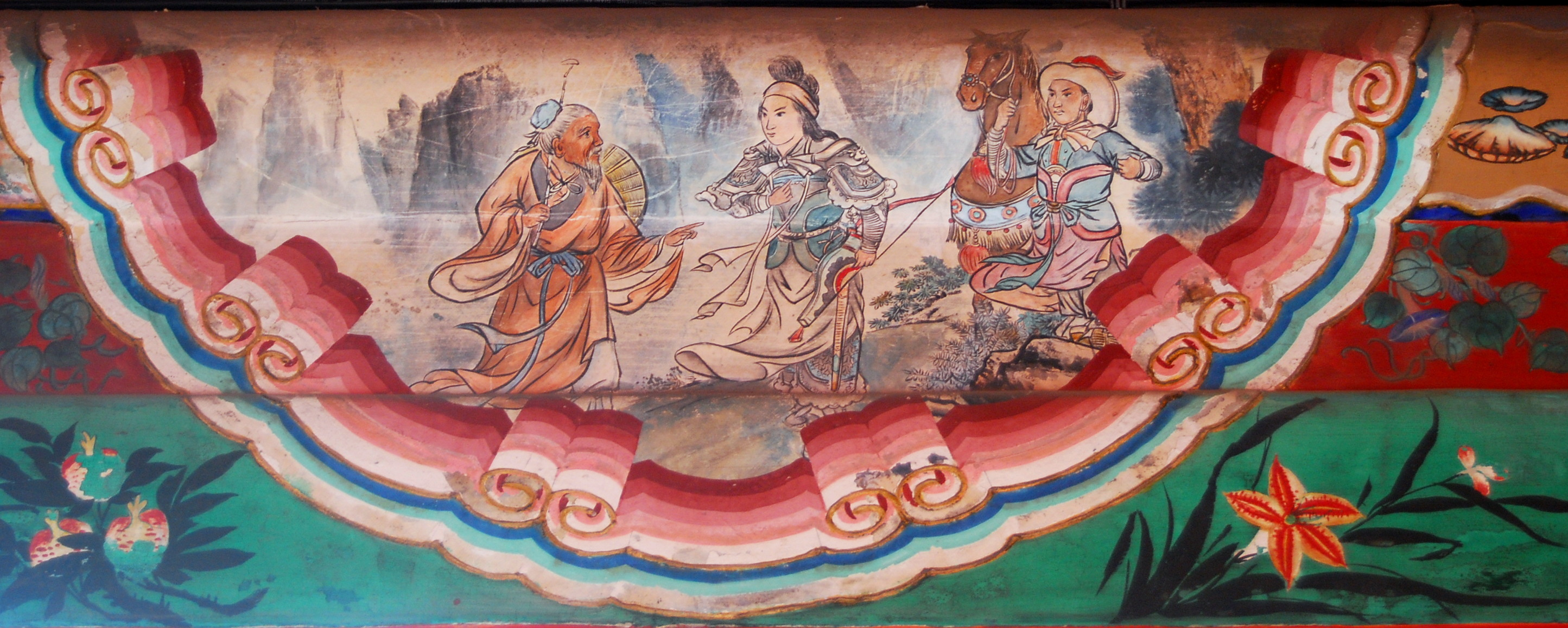
Una pintura mural del al Gran Corredor del Palau d'Estiu (Beijing), que representa a Mu Guiying amb un metge.

- Ivy Ling Po en Les 14 amazones (1972)
- Liza Wang en La jove dona guerrera (1981)
- Bonnie Ngai en Un clan valent: Mu Kuei-ying (1989)
- Zhang Yujia en Els generals de la llegendària família Yang (1991)
- Mak Ging-ting en L'heròica llegenda de la família Yang i El Gran General (1994)
- Amy Chan en L'heroïna dels Yang (1998)
- Ning Jing en La llegendària lluitadora: L'heroïna dels Yang (2001)
- Fang Xiaoli en La comandant de foc (2001)
- Wang Si-yi en La heroïna Mu Guiying (2004)
- Cecilia Cheung en Amazones llegendàries (2011)
- Miao Pu en Mu Guiying pren el comandament (2011)
- Siqin Gaowa en Bai Yutang (2013)